# Atletismo nos Jogos Olímpicos de Verão da Juventude de 2010 - Arremesso de disco masculino
As provas do arremesso de disco masculino do atletismo nos Jogos Olímpicos de Verão da Juventude de 2010 foram realizadas nos dias 17 (qualificatória) e 21 de agosto (finais), no Estádio Bishan, em Cingapura. 14 atletas estavam inscritos neste evento.

## Medalhistas
| Ouro   | RSA Jacques du Plessis |
| Prata  | IND Arjun Arjun        |
| Bronze | CZE Jaromír Mazgal     |

## Qualificatória
| Pos. | Nome                    | País              | 1     | 2     | 3     | 4     | Resultado | Notas     | Final |
| ---- | ----------------------- | ----------------- | ----- | ----- | ----- | ----- | --------- | --------- | ----- |
| 1    | Arjun Arjun             | IND Índia         | 57.65 | 60.30 | x     | 63.90 | 63.90     |           | A     |
| 2    | Jacques du Plessis      | RSA África do Sul | x     | 57.50 | 63.17 | 60.48 | 63.17     |           | A     |
| 3    | Jaromír Mazgal          | CZE Chéquia       | 55.53 | 56.96 | 56.20 | 58.93 | 58.93     |           | A     |
| 4    | Jaka Žulič              | SLO Eslovênia     | 50.85 | 51;43 | 58.25 | 54.70 | 58.25     |           | A     |
| 5    | Mikko Törrönen          | FIN Finlândia     | 55.46 | 55.54 | x     | 56.80 | 56.80     |           | A     |
| 6    | Wojciech Praczyk        | POL Polônia       | 55.43 | x     | 54.13 | 52.22 | 55.43     |           | A     |
| 7    | Murat Gündüz            | TUR Turquia       | 51.21 | 54.49 | 55.26 | x     | 55.26     |           | A     |
| 8    | Petros Evangelakos      | GRE Grécia        | 41.35 | x     | 54.57 | x     | 54.57     |           | A     |
| 9    | Yevgeniy Milovatskiy    | KAZ Cazaquistão   | x     | 54.15 | 53.27 | x     | 54.15     |           | B     |
| 10   | János Káplár            | HUN Hungria       | 53.67 | x     | 50.40 | x     | 53.67     |           | B     |
| 11   | Daichi Nakamura         | JPN Japão         | x     | 51.17 | 52.84 | 49.16 | 52.84     |           | B     |
| 12   | Frederic Dacres         | JAM Jamaica       | 51.48 | 52.69 | x     | x     | 52.69     |           | B     |
| 13   | Lindon Kellon Toussaint | GRN Granada       | 38.75 | 50.59 | x     | 51.61 | 51.61     |           | B     |
|      | Younes Kabil            | MAR Marrocos      | x     | x     | x     | x     |           | Sem marca | B     |

## Finais

### Final B
| Pos. | Nome                    | País            | 1     | 2     | 3     | 4     | Resultado | Notas |
| ---- | ----------------------- | --------------- | ----- | ----- | ----- | ----- | --------- | ----- |
| 1    | János Káplár            | HUN Hungria     | 56.93 | 57.95 | 55.05 | x     | 57.95     |       |
| 2    | Frederic Dacres         | JAM Jamaica     | x     | 53.01 | 54.79 | 52.21 | 54.79     |       |
| 3    | Yevgeniy Milovatskiy    | KAZ Cazaquistão | 52.36 | 52.16 | 53.27 | 52.09 | 53.27     |       |
| 4    | Daichi Nakamura         | JPN Japão       | 50.36 | x     | 51.82 | x     | 51.82     |       |
| 5    | Lindon Kellon Toussaint | GRN Granada     | x     | x     | x     | 50.93 | 50.93     |       |
| 6    | Younes Kabil            | MAR Marrocos    | x     | x     | 48.85 | x     | 48.85     |       |

### Final A
| Pos.              | Nome               | País              | 1     | 2     | 3     | 4     | Resultado | Notas |
| ----------------- | ------------------ | ----------------- | ----- | ----- | ----- | ----- | --------- | ----- |
| Medalha de ouro   | Jacques du Plessis | RSA África do Sul | 61.33 | 63.94 | 63.76 | 61.56 | 63.94     |       |
| Medalha de prata  | Arjun Arjun        | IND Índia         | 53.99 | 55.90 | 62.52 | x     | 62.52     |       |
| Medalha de bronze | Jaromír Mazgal     | CZE Chéquia       | 52.95 | x     | 51.85 | 60.31 | 60.31     |       |
| 4                 | Petros Evangelakos | GRE Grécia        | 56.14 | 58.00 | 58.37 | 55.84 | 58.37     |       |
| 5                 | Jaka Žulič         | SLO Eslovênia     | 55.86 | 53.85 | x     | 57.97 | 57.97     |       |
| 6                 | Wojciech Praczyk   | POL Polônia       | x     | 57.01 | 55.69 | x     | 57.01     |       |
| 7                 | Mikko Törrönen     | FIN Finlândia     | 55.37 | 55.36 | 55.88 | 56.03 | 56.03     |       |
| 8                 | Murat Gündüz       | TUR Turquia       | 52.95 | x     | 55.09 | x     | 55.09     |       |